# Simon von Geldern

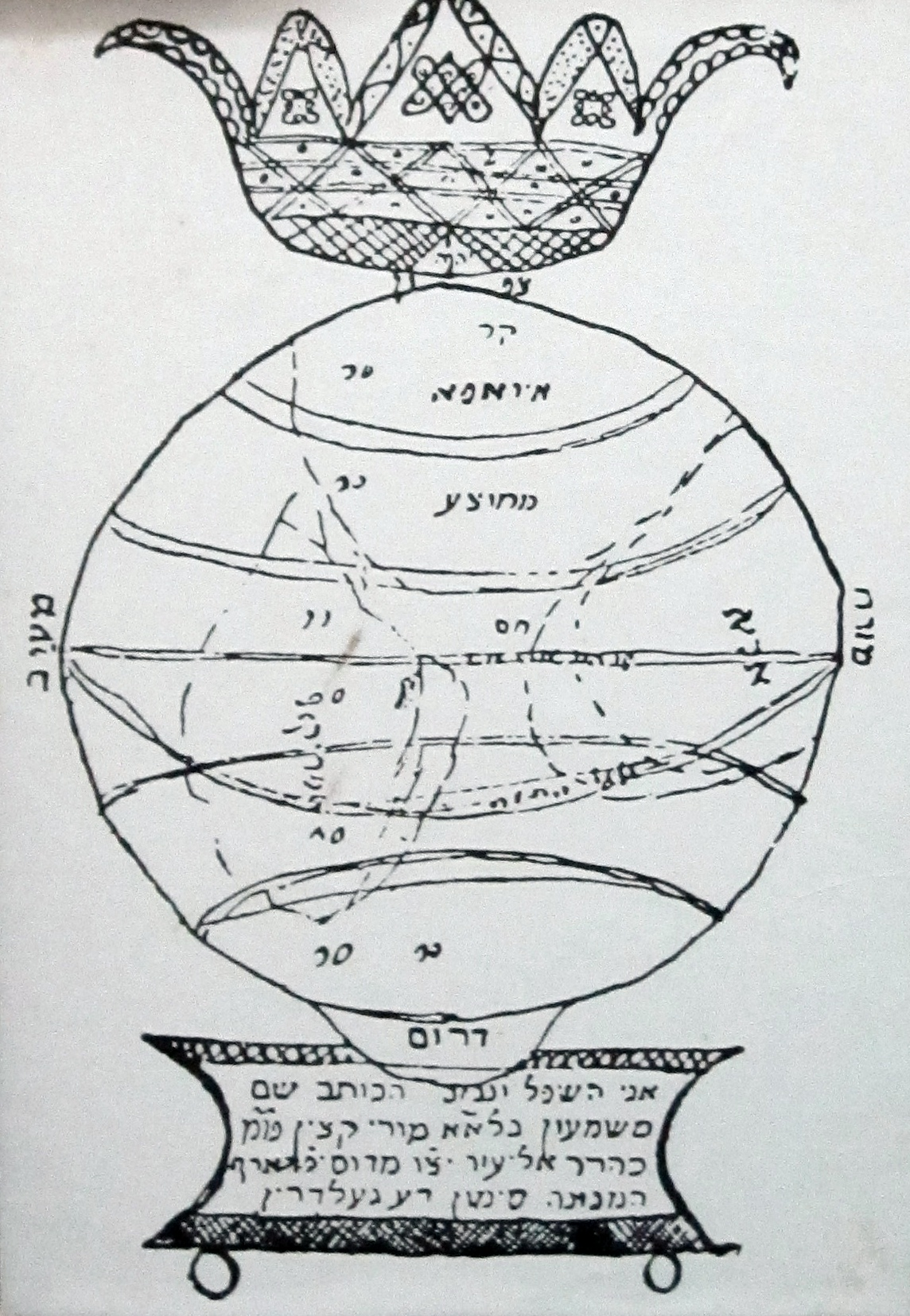
Aus von Gelderns Tagebuch: Zeichnung der Erdkugel

Simon von Geldern, genannt der Orientalische oder der Morgenländer (* 12. November 1720 in Wien, nach anderen Quellen in Düsseldorf; † 1774 [nach anderen Quellen 1788] in Forbach) war ein deutscher Reisender und Schriftsteller.

## Leben
Simon von Geldern war ein Großonkel mütterlicherseits von Heinrich Heine – die Familie van Geldern war eine ehemals bedeutende jüdische Familie aus Geldern am Niederrhein.
Heinrich Heine beschreibt ihn in seinen Memoiren als Abenteurer und utopischen Träumer. Durch seine ausgedehnten Reisen in den Orient bekam er seinen Beinamen. Er verbrachte viele Jahre in den Hafenstädten Nordafrikas, insbesondere der marokkanischen Staaten, wo er von den Portugiesen das Handwerk des Waffenschmieds erlernte und mit Erfolg weiter ausübte.
Simon von Geldern pilgerte nach Jerusalem. Auf dem Berg Moria soll er während eines Gebets eine Vision gehabt haben. Später wurde er von einem plündernd umherziehenden Beduinenstamm in der nordafrikanischen Wüste als Anführer gewählt.
Dann verweilte er an den Höfen Europas und musste später die Flucht nach England ergreifen, da seine zu intensiven Beziehungen zu einer Dame höheren Standes entdeckt wurden. Er behauptete ein Kenner der Kabbala zu sein und veröffentlichte eine französische Schrift mit dem Titel Moïse sur Mont Horeb, die wahrscheinlich in Bezug zu seiner Vision dort steht.
1753 sah er die Genisa der Ben-Esra-Synagoge von Kairo, durfte sie jedoch nicht untersuchen, da es hieß, jeder der die geheiligten Seiten berühre, würde von Unheil befallen.
Simon von Geldern schrieb Tagebücher, die Heinrich Heine auf dem Dachboden seines Onkels Simon (der nicht der hier beschriebene Großonkel Simon ist) in der Mertensgasse 1 (so genannte Arche Noä) in Düsseldorf fand.

## Schriften
- Prière que les Juifs font avant de se coucher, traduite de l'hébreu … par M. le Dr et R. S. de Gueldres, … 1758
- The Israelites on Mount Horeb. An Oratorio, French and English. From A Manuscript Of Doctor De Gueldre. Cadell, London 1773
- Maʿaśē Yehûdît Isaak b. David, Fürth 1784 Digitalisat